# Bitwa pod Indurą
Bitwa pod Indurą – część operacji niemeńskiej; walki polskiej 21 Dywizji Górskiej gen. Andrzeja Galicy z oddziałami sowieckich 5. i 6 Dywizji Strzelców w czasie ofensywy jesiennej wojsk polskich w okresie wojny polsko-bolszewickiej.

## Sytuacja ogólna
Realizując w drugiej połowie sierpnia 1920 operację warszawską, wojska polskie powstrzymały armie Frontu Zachodniego Michaiła Tuchaczewskiego. 1 Armia gen. Franciszka Latinika zatrzymała sowieckie natarcie na przedmościu warszawskim, 5 Armia gen. Władysława Sikorskiego podjęła działania ofensywne nad Wkrą, a ostateczny cios sowieckim armiom zadał marszałek Józef Piłsudski, wyprowadzając uderzenie znad Wieprza. Zmieniło to radykalnie losy wojny. Od tego momentu Wojsko Polskie było w permanentnej ofensywie.
Po wielkiej bitwie nad Wisłą północny odcinek frontu polsko-sowieckiego zatrzymał się na zachód od linii Niemen – Szczara. Na froncie panował względny spokój, a obie strony reorganizowały swoje oddziały. Wojska Frontu Zachodniego odtworzyły ciągłą linię frontu już 27 sierpnia. Obsadziły one rubież Dąbrówka – Odelsk – Krynki – Grodno – Grodek – Kamieniec Litewski. Stąd Tuchaczewski zamierzał przeprowadzić koncentryczne natarcie na Białystok i Brześć, by dalej ruszyć na Lublin. Uderzenie pomocnicze na południu miała wykonać między innymi 1 Armia Konna Siemiona Budionnego.
Reorganizując siły, Naczelne Dowództwo Wojska Polskiego zlikwidowało dowództwa frontów i rozformowało 1. i 5. Armię. Na froncie przeciwsowieckim rozwinięte zostały 2., 3., 4. i 6. Armia.
10 września, na odprawie w Brześciu ścisłych dowództw 2 i 4 Armii, Józef Piłsudski nakreślił zarys planu nowej bitwy z wojskami Frontu Zachodniego. Rozpoczęły się prace sztabowe nad planem bitwy niemeńskiej. Pomyślana ona była jako pewna kontynuacja operacji warszawskiej, przy założeniu, że jej celem będzie ostateczne rozgromienie wojsk rosyjskiego Frontu Zachodniego.
Myślą przewodnią było związanie głównych sił przeciwnika w centrum poprzez natarcie w kierunku na Grodno i Wołkowysk. Jednocześnie północna grupa uderzeniowa, skoncentrowana na lewym skrzydle 2 Armii, miała szybkim marszem przeciąć skrawek terytorium litewskiego i wyjść na głębokie tyły oddziałów Armii Czerwonej, zaangażowanych w bój o Grodno i Wołkowysk.

## Walki pod Indurą
Działająca w centrum ugrupowania 2 Armii gen. Edwarda Rydza-Śmigłego 21 Dywizja Górska gen. Andrzeja Galicy otrzymała zadanie, by 23 września 2 Brygadą Strzelców Podhalańskich uderzyć na Odelsk i Indurę, a po zdobyciu obu miejscowości uchwycić przeprawę na Niemnie w Kornatowie.
23 września 2 Brygada Strzelców w zadaniu bliższym opanowała Odelsk. Sowieci cofnęli się pod Żernówkę i utworzyli przedmoście Indury.
Wieczorem na przedmoście dotarli podhalańczycy. Dowódcy polscy nie zdecydowali się jednak na działania nocne i natarcie wznowiono dopiero rano. 3 pułk strzelców podhalańskich uderzył na Żermówkę Wielką i Małą, a bezpośrednio na Indurę nacierał 4 pułk strzelców podhalańskich. Wsparcie ogniowe zapewniał I dywizjon 21 pułku artylerii polowej.
Pierwszorzutowe bataliony 3 pspodh kilkakrotnie atakowały bezskutecznie okopanego na przedmościu nieprzyjaciela. Ponosiły przy tym duże straty. Ranni zostali między innymi czterej dowódcy kompanii. Niewiele pomogło wprowadzenie do walki odwodowego batalionu. Sowieci skutecznie kontratakowali i zagrozili nawet stanowiskom ogniowym polskiej artylerii. Ten kontratak załamał się dopiero w ogniu dział strzelających na wprost.
W tym czasie III batalion 4 pspodh. prowadził natarcie wzdłuż drogi Dubówka – Indura. Jego lewe skrzydło ubezpieczał I/ 4 pspodh. Około południa III batalion zajął Indurę i kontynuował natarcie w kierunku wschodnim. Silny sowiecki kontratak, wsparty ogniem artylerii, powstrzymał polskie natarcie, a podhalańczycy musieli wycofać się z miasta.
Wtedy zaatakował II batalion 4 pspodh, który ponownie wyparł Sowietów z lndury. Walki o miejscowość trwały do godzin wieczornych. Dopiero wejście do walki 3 pułku strzelców podhalańskich, który w międzyczasie opanował Żernówkę Wielką i Małą, przesądziło o zwycięstwie Polaków.

## Bilans walk
W walkach o Indurę 21 Dywizja Górska gen. Andrzeja Galicy straciła około 200 żołnierzy.